# Шевченко, Антонина Анатольевна
Антонина Анатольевна Шевченко - (англ. Antonina Anatolyevna Shevchenko; род. 20 ноября 1984 год, Бишкек, Киргизская ССР) — киргизская спортсменка. Профессиональная спортсменка с 2003 по 2025 год. Мастер спорта по Тайскому боксу. Более известна по выступлениям в Ultimate Fighting Championship (UFC) в женском наилегчайшем весе. Также является старшей сестрой Валентины Шевченко, которая является действующим двукратным чемпионом в женском наилегчайшем весе.

## Биография
Родилась 20 ноября 1984 года в городе Фрунзе. Антонина окончила отделение режиссуры Института Искусств. Её сестра Валентина Шевченко — многократная чемпионка мира по муай-тай. Девочки с 7 лет в спорте, куда их привела мама — Елена Шевченко — президент Федерации тайского бокса Кыргызстана. На тот момент она была тренером по тхэквондо. Это и предопределило выбор спорта Антониной. Шевченко стала чемпионкой страны по тхэквондо. Затем под руководством своего тренера Павла Федотова занялась новым для того времени видом единоборств муай-тай.

### Увлечения
С 2008 года сёстры Шевченко выступают на соревнованиях по практической стрельбе из пистолета IPSC, IDPA. Антонина становилась чемпионкой Перу. Выступает с пистолетом ČZ 75.

## Профессиональная карьера в спорте
Антонина Шевченко является 2-кратной Чемпионкой Мира по муай-тай, чемпионкой Южной Америки и Кыргызстана, призёром различных соревнований. Обладает званиями МСМК Кыргызстана, МС по боксу России, титулом «Лучшая спортсменка года-2011». Выступает в UFC. Тренируется и проживает вместе с сестрой в основном в Таиланде и Перу, выступает за команду Tiger Muai Thai. В мире единоборств их называют «Сёстры муай-тай». Девушки постоянно спаррингуют в паре, помогая друг другу с подготовкой к турнирам.

### UFC
Свой путь в UFC старшая из сестёр Шевченко начала через претендентскую серию Дэйны Уайта, в которой сначала в июне 2018 года победила техническим нокаутом Джеймелин Ниевейру, а затем в финале в ноябре 2018 года Антонина победила судейским решением Джи Йон Ким. Добившись права полноценно выступать в UFC Антонина Шевченко начала чередовать победы и поражения. Сначала она проиграла на UFC Fight Night 149 Роксанне Модаффери раздельным судейским решением, затем смогла победить удушающим приёмом Люси Пудилову. После поражения от Кэтлин Чукагян Антонина смогла победить Ариане Липски.
15 мая 2021 года встречалась с Андреа Ли в рамках турнира UFC 262. Проиграла треугольником в конце второго раунда.
Шевченко встретилась с Кейси О'Нил 2 октября 2021 года на турнире UFC Fight Night: Santos vs. Walker. Она проиграла бой техническим нокаутом во втором раунде. 
Шевченко должна была встретиться с Кортни Кейси 30 апреля 2022 года на турнире UFC on ESPN 35. Однако бой был перенесен на 9 июля 2022 года на турнире UFC on ESPN 39 , поскольку Шевченко травмировала колено на тренировке. Шевченко выиграла бой раздельным решением судей.
26 марта 2025 года Шевченко объявила о завершении своей спортивной карьеры, чтобы сосредоточиться на карьере летчика

## Статистика
| Боёв 14  | Побед 10 | Поражений 4 |
| -------- | -------- | ----------- |
| Нокаутом | 3        | 1           |
| Сдачей   | 1        | 1           |
| Решением | 6        | 2           |

| Результат | Рекорд | Соперник          | Способ                                           | Турнир                                                          | Дата             | Раунд | Время | Место                   | Примечание                                                      |
| --------- | ------ | ----------------- | ------------------------------------------------ | --------------------------------------------------------------- | ---------------- | ----- | ----- | ----------------------- | --------------------------------------------------------------- |
| Победа    | 10-4   | Кортни Кейси      | Раздельное решение                               | UFC on ESPN: Дус Анжус vs. Физиев                               | 9 июля 2022      | 3     | 5:00  | Лас-Вегас, США          |                                                                 |
| Поражение | 9-4    | Кейси О'Нилл      | Техническим нокаутом (удары)                     | UFC Fight Night: Сантус vs. Уокер                               | 02 октября 2021  | 2     | 4:47  | Лас-Вегас, США          |                                                                 |
| Поражение | 9-3    | Андреа Ли         | Сабмишном (удушение треугольником и рычаг локтя) | UFC 262: Оливейра - Чендлер                                     | 15 мая 2021      | 2     | 4:52  | Хьюстон, США            |                                                                 |
| Победа    | 9-2    | Ариани Липски     | Техническим нокаутом (удары)                     | UFC 255: Фигередо - Перез                                       | 21 ноября 2020   | 2     | 4:33  | Лас-Вегас, США          | «Выступление вечера» (1)                                        |
| Поражение | 8-2    | Кэтлин Чукагян    | Решением (единогласным)                          | UFC on ESPN 9: Вудли - Бернс                                    | 30 мая 2020      | 3     | 5:00  | Лас-Вегас, США          |                                                                 |
| Победа    | 8-1    | Люси Пудилова     | Техническим сабмишном (удушение сзади)           | UFC on ESPN: Ковингтон vs. Лоулер                               | 03 августа 2019  | 2     | 1:20  | Ньюарк, США             | «Лучший бой вечера» (1)                                         |
| Поражение | 7-1    | Роксанн Модаффери | Решением (раздельным)                            | UFC Fight Night: Оверим — Олейник                               | 20 апреля 2019   | 3     | 5:00  | Санкт-Петербург, Россия |                                                                 |
| Победа    | 7-0    | Джи Йон           | Решением (единогласным)                          | UFC The Ultimate Fighter 28 Finale                              | 30 ноября 2018   | 3     | 5:00  | Лас-Вегас, США          | Бой в промежуточном весе (130,5 фунтов); Ким не уложилась в вес |
| Победа    | 6-0    | Джеймилин Ниевера | Техническим нокаутом (удары коленями)            | Dana White's Tuesday Night Contender Series Season 2, Episode 3 | 26 июня 2018     | 2     | 3:22  | Лас-Вегас, США          | Дебют в наилегчайшем весе                                       |
| Победа    | 5-0    | Валери Домергье   | Решением (единогласным)                          | Phoenix Fighting Championship Phoenix 4: Dubai                  | 22 декабря 2017  | 3     | 5:00  | Дубай, ОАЭ              |                                                                 |
| Победа    | 4-0    | Анисса Хаддауи    | Решением (единогласным)                          | Phoenix Fighting Championship Phoenix 3: UK vs. The World       | 22 сентября 2017 | 3     | 5:00  | Лондон, Англия          |                                                                 |
| Победа    | 3-0    | Хюнь Сен          | Решением (единогласным)                          | WXF - X-Impact World Championships                              | 09 июля 2005     | 3     | 5:00  | Сеул, Южная Корея       |                                                                 |
| Победа    | 2-0    | Хюнь Сен          | Решением (единогласным)                          | WXF X-Impact World Championships 2003                           | 03 декабря 2003  | 3     | 2:00  | Сеул, Южная Корея       |                                                                 |
| Победа    | 1-0    | Анара Баыанова    | Техническим нокаутом (удары)                     | KFK Cup of Kyrgyzstan                                           | 15 апреля 2002   | 2     | N/A   | Бишкек, Кыргызстан      | Дебют в легчайшем весе                                          |